# Луцій Октавій
Лу́цій Окта́вій (124/122 — 74 роки до н. е.) — політичний, державний і військовий діяч Римської республіки, консул 75 року до н. е.

## Життєпис
Походив з роду нобілів Октавіїв. Син Гнея Октавія, консула 87 року до н. е. 
У 78 році до н. е. став претором. У 75 році до н. е.  обраний консулом разом з Гаєм Аврелієм Коттою. У 74 році до н. е. як проконсул керував провінцією Кілікія. Помер того ж року.